# پنجره ابر

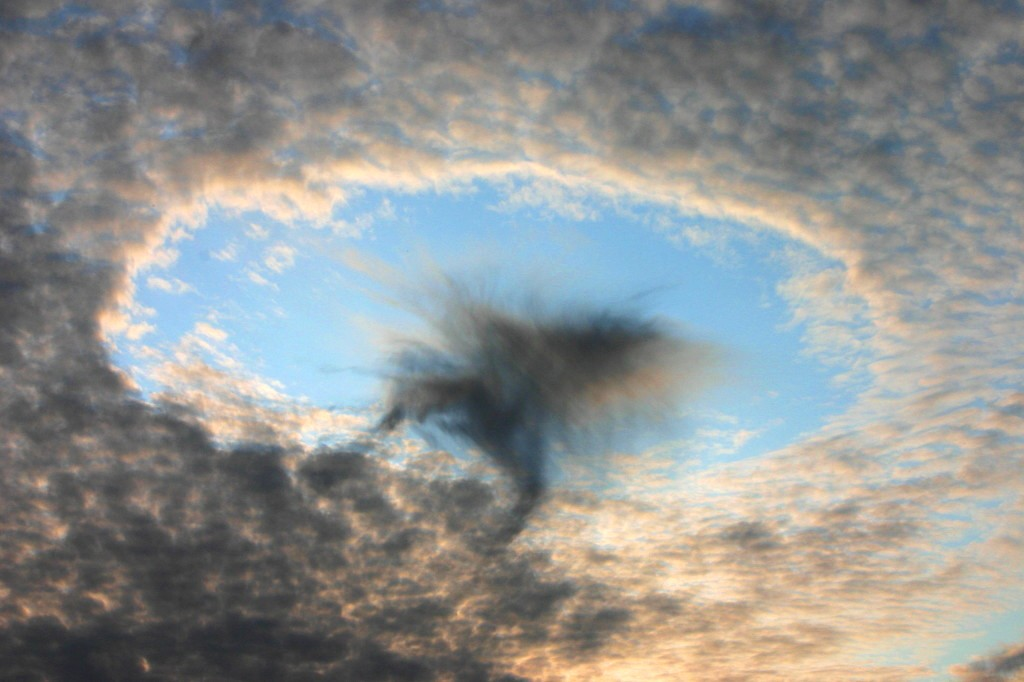
پنجره ابر در اتریش، اوت ۲۰۰۸.

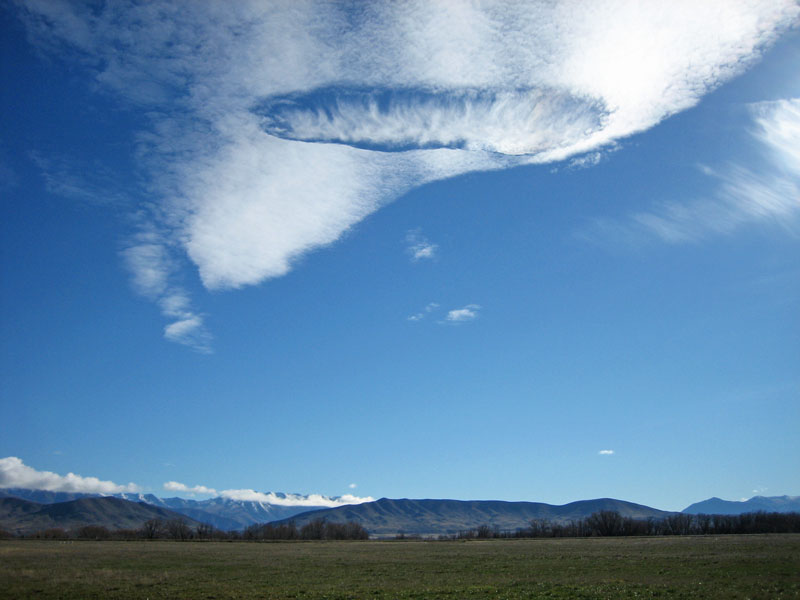
یک پنجره ابر بر فراز اوماراما، نیوزیلند، مه ۲۰۰۶.

پنجره ابر (به انگلیسی: fallstreak hole) سوراخ بزرگ بیضوی یا مدوری است که گاه در برخی از ابرهای پَرساکومه‌ای cirrocumulus و فرازکومه‌ای altocumulus پدید می‌آید.
پنجره ابر زمانی پدید می‌آید که دمای آب در ابر پایین‌تر از نقطه انجماد باشد اما آب به خاطر فقدان ذرات هسته‌زایی یخ هنوز یخ نزده‌است. زمانی که در این شرایط، بلورهای یخ شروع به تشکیل بکنند در پی فرایند برگرون یک اثر زنجیره‌ای به راه می‌افتد که ذرات آب را در پیرامون بلورهای یخ تبخیر می‌کند و این تبخیرات یک شکاف و پنجره بزرگ در ابر به‌جا می‌گذارد.
باور بر این است که ورود ناگهانی شمار زیادی بلور یخ به ابر باعث این روند می‌شود. بلورهای یخ ممکن است بر اثر گذر هواپیماها به‌وجود آمده باشند زیرا در پشت نوک بال‌های هواپیمایی که با سرعت می‌گذرد فشار هوا بسیار افت می‌کند و این باعث سرد شدن سریع هوا در آن نقطه و تشکیل بلورهای یخ می‌شود. این بلورهای یخ با ورود به ابر در احاطه چکه‌های آب قرار می‌گیرد و بر اثر فرایند برگرون به سرعت بزرگ شده و تبخیر چکه‌های آب را باعث می‌شود.
به خاطر ظاهر عجیب و این‌که این پنجره‌های ابری به ندرت اتفاق می‌افتند مردم آن‌ها را اغلب اشیای ناشناس پرنده می‌پندارند.